# Dicranota (Dicranota) impotens
Dicranota (Dicranota) impotens is een tweevleugelige uit de familie Pediciidae. De soort komt voor in het Oriëntaals gebied.